# Dipartimento di Guidan Roumdji
Il dipartimento di Guidan Roumdji è un dipartimento del Niger facente parte della regione di Maradi. Il capoluogo è Guidan Roumdji.

## Geografia antropica
Il dipartimento di Guidan Roumdji è suddiviso in 5 comuni:

### Comuni urbani
- Guidan Roumdji
- Tibiri

### Comuni rurali
- Chadakori
- Guidan Sori
- Sae Saboua